# 세나 5세
세나 5세(Sena V, 940년 ~ 1001년)는 10세기 시대 아누라다푸라 왕국의 람바카나 제2왕조 제25대 군주였다.

## 같이 보기
- 스리랑카의 역사